# Cristian Pulhac
Corneliu Cristian Pulhac (* 17. August 1984 in Iași) ist ein rumänischer ehemaliger Fußballspieler.

## Karriere

### Verein
Pulhac begann seine Karriere in den Jugendmannschaften von Politehnica Iași und Sporting Pitești. 2002 wurde er von Dinamo Bukarest verpflichtet und daraufhin gleich an den FCM Câmpina weiterverliehen. In der darauffolgenden Saison folgte abermals eine Leihe, diesmal stand er im Kader von Sportul Studențesc. Dort konnte er den Aufstieg in die höchste rumänische Spielklasse schaffen.
2004 wurde er dann endgültig von Dinamo Bukarest in den Kader der ersten Mannschaft aufgenommen, nebenher kam er noch zu einigen Einsätzen in der zweiten Mannschaft. Bereits im ersten Jahr wurde der rumänische Pokal gewonnen, weiters konnte man Vizemeister werden. 2005/06 wurde man Zweiter, in diesem Jahr gab der Abwehrspieler auch sein Debüt auf europäischer Klubebene. Pulhac gab sein Debüt am 15. September 2005 gegen den englischen Vertreter FC Everton. Er spielte durch und das Spiel in Bukarest wurde 5:1 gewonnen. 2006/07 konnte der bisher größte Erfolg in der Karriere Pulhacs gefeiert werden, indem er mit Dinamo den Meistertitel gewinnen konnte. In den beiden folgenden Saisonen folgten die Plätze vier und drei. Im August 2010 unterschrieb er einen Vertrag bei Hércules Alicante auf Leihbasis. Alicante besitzt zudem eine Kaufoption auf den Verteidiger. Pulhac konnte sich bei Hércules nicht durchsetzen und kam nur selten zum Einsatz. Am Ende der Saison 2010/11 musste er mit seiner Mannschaft in die Segunda División absteigen. Im Sommer 2011 kehrte er nach Bukarest zurück. Dort gewann er im Jahr 2012 mit Dinamo zum zweiten Mal den rumänischen Pokal. Im Januar 2013 verließ er Rumänien und wechselte zum FK Qəbələ nach Aserbaidschan. Nachdem sein Vertrag dort im Sommer 2014 geendet hatte, war er ein halbes Jahr ohne Engagement. Im Januar 2015 holte ihn der polnische Klub Zawisza Bydgoszcz in die Ekstraklasa. Am Saisonende musste er mit seinem Team absteigen. Er war in der Folge fast ein halbes Jahr ohne Verein, ehe ihn im November 2015 der abstiegsbedrohte rumänische Erstligist Petrolul Ploiești verpflichtete. Nach dem Abstieg 2016 verließ er den Klub wieder und schloss sich dem zyprischen Erstligisten Aris Limassol an.
Anfang 2017 kehrte Pulhac nach Rumänien zurück und heuerte bei Zweitligist FC Academica Clinceni an. Ende 2017 wurde sein Vertrag aufgelöst.

### Nationalmannschaft
International spielte Pulhac bisher drei Mal für die rumänische Fußballnationalmannschaft.

## Erfolge
- Rumänischer Meister: 2007
- Rumänischer Pokalsieger: 2005, 2012
- Aufsteiger in die höchste rumänische Spielklasse: 2004